# Gherăseni, Buzău
Gherăseni (în trecut, Rotunzeni) este satul de reședință al comunei cu același nume din județul Buzău, Muntenia, România.
Satul a luat ființă pe la 1812, când, lângă satul Cremenea, deja existent, s-au stabilit primii țărani veniți de pe moșia Rotunda-Brădeanu, botezând noul sat Rotunzeni. Ulterior, când terenul pe care se afla satul a fost achiziționat de Ioan Emanuel Gherase, satul a început să fie denumit Gherăseni. În 1968, satul Cremenea a fost și el inclus, oficial, în satul Gherăseni.